# Gösta Lundström (militär)
Gösta Karl Magnus Lundström, född 25 december 1921 i Kungsholms församling i Stockholms stad, död 17 juni 1998 i samma församling, var en svensk militär.
Lundström avlade studentexamen vid Högre latinläroverket å Södermalm i Stockholm 1940 och studerade vid Stockholms högskola 1940–1942. Han avlade officersexamen vid Kungliga Krigsflygskolan 1945 och utnämndes samma år till fänrik i flygvapnet, varpå han var lärare vid Kungliga Krigsflygskolan 1946–1949, 1947 befordrad till löjtnant. Han tjänstgjorde 1949–1950 vid Bråvalla flygflottilj och studerade Allmänna kursen vid Kungliga Flygkrigshögskolan 1950–1951. År 1952 befordrades han till kapten och genomgick därefter Stabskursen vid Kungliga Flygkrigshögskolan 1952–1953, varpå han tjänstgjorde vid Flygstaben 1953–1958. År 1958 befordrades han till major, varpå han var lärare i strategi vid Kungliga Flygkrigshögskolan 1958–1961, studerade vid Försvarshögskolan 1959 och var chef för Organisationsavdelningen vid Flygstaben 1961–1965, befordrad till överstelöjtnant 1962. Han befordrades 1965 till överste och var flygattaché vid ambassaden i Washington 1965–1969 samt sektorledare vid Svea flygkår 1969–1971. Åren 1971–1981 tjänstgjorde han i Sektion 1 i Operationssektion 4 i Försvarsstaben, 1972 befordrad till överste av första graden.
Lundström var också ledamot av 1957 års försvarsutredning och 1958–1962 flygmilitär medarbetare i Dagens Nyheter.

## Utmärkelser
- Kommendör av första klass av Svärdsorden, 6 juni 1974.[2]